# Schöchl Yachtbau
Die Schöchl Yachtbau GmbH ist eine österreichische Werft in Mattsee-Unternberg. 1950 wurden mit dem Eintritt der beiden segelbegeisterten Brüder Johann III. und Gottfried II. Schöchl in die bereits vom Großvater Gottfried I. 1875 in Mattsee-Weyer gegründete und vom Vater Johann II. übernommene Tischlerei die ersten Boote in Klinkerbauweise erstellt. Nach einigen aus formverleimten Bootsbau-Sperrhölzern und Furnieren gebauten Booten erlangte man 1957 den Gewerbeschein für den Bootsbau, wodurch aus der ehemaligen Tischlerei nun endgültig eine Werft wurde. 1961 begann man mit der Serienproduktion und es kam zum ersten Einsatz von Polyesterharz und Epoxidharz. In der Zeit von 1962 bis 1968 wurden erste Boote europaweit verkauft. Die Werft war auf Bootsmessen in Hamburg und Zürich vertreten, das erste „Schöchl Boot“ gewann bei der Kieler Woche und der Entwurf für die erste Kielyacht wurde bei E. G. van de Stadt, einem Yachtkonstrukteur, in Auftrag gegeben.
Mit der Vorstellung der Sunbeam 22 in Hamburg tauchte 1968 das erste Mal der Name, unter dem auch heute noch die Schöchl Boote bekannt sind, in der Öffentlichkeit auf. Auf Binnenseen weit verbreitete größere Typen sind außerdem die Sunbeam 23 und Sunbeam 24.  Ein weiteres recht bekanntes Boot Schöchl ist die Manta 19.
1977 gewann der 1976 in das Unternehmen eingetretene Ingenieur Manfred Schöchl die deutsche Meisterschaft im Korsar und nahm 1979 an der Weltmeisterschaft teil. 
Ab 1995 bis Ende 2020 war der Familienbetrieb unter der Leitung von Gerhard Schöchl und Manfred Schöchl.
2017 und 2019 wurde das Unternehmen mit dem Yacht of the Year Award ausgezeichnet.
2021 übernahm Andreas Schöchl in dritter Generation die Werft und gründete die Firma Sunbeam Watersports GmbH.

## Modellpalette

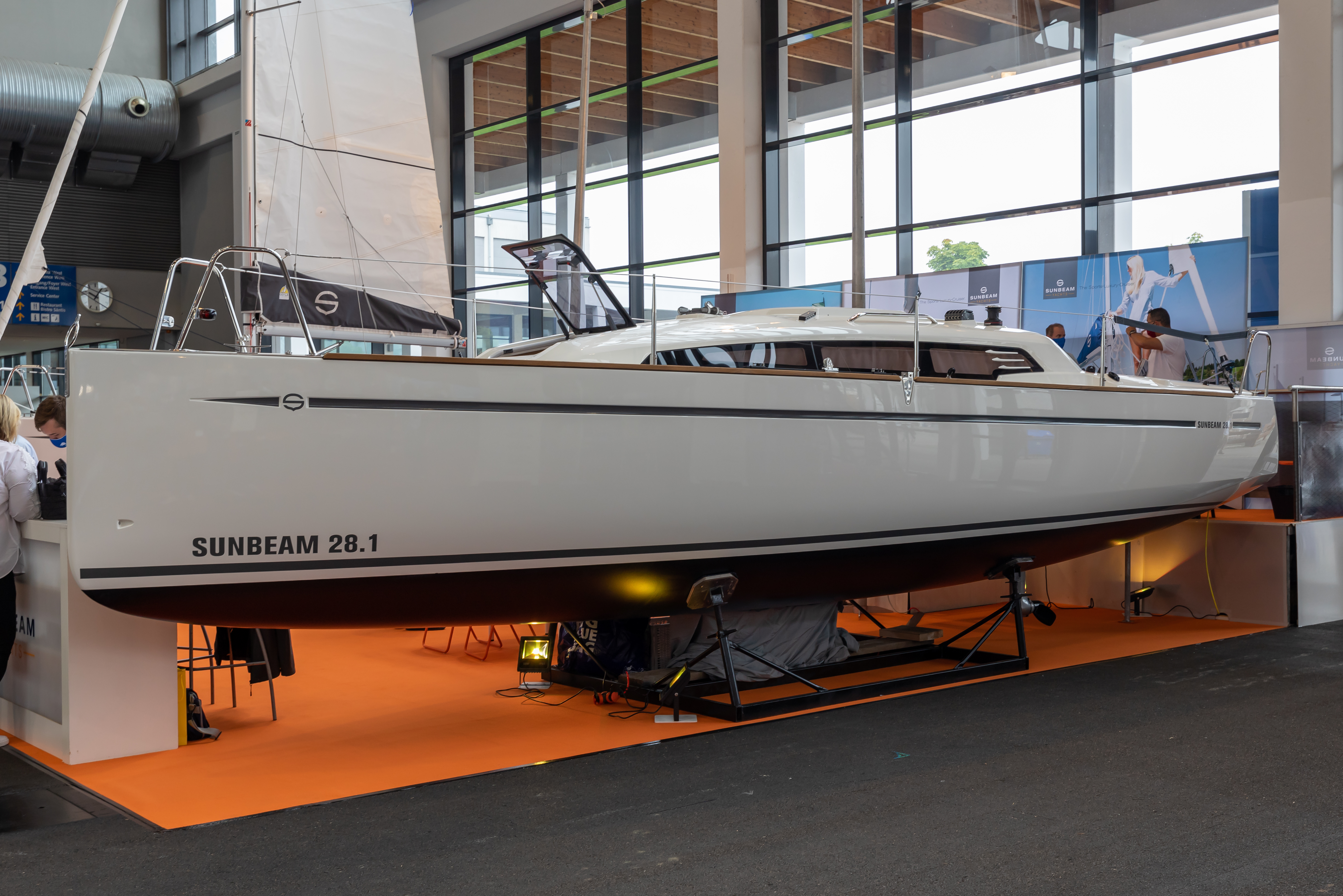
Rumpf einer Sunbeam 28.1

Aktuell werden unter dem Namen SUNBEAM Yachts Yachten von 22 bis 32.1 Fuß gebaut. Früher wurden Yachten von 20 bis 46 Fuß produziert. 
Schöchl baute auch die Manta 19, Gitana, MS 11 und die Jolle Aquila.